# Rozdroże w Tomanowej

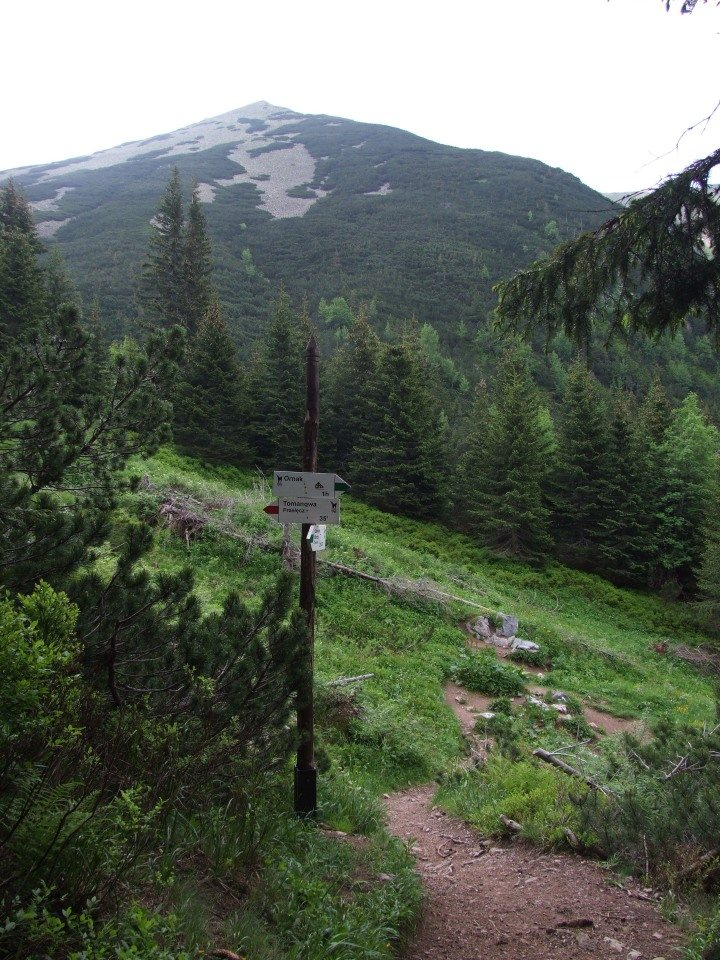
Rozdroże w Tomanowej. W głębi Suchy Wierch Tomanowy

Rozdroże w Tomanowej – położone na wysokości 1475 m n.p.m. rozdroże szlaków turystycznych w Dolinie Tomanowej w Tatrach Zachodnich. Znajduje się powyżej Wyżniej Polany Tomanowej, w pobliżu wylotu Kamienistego Żlebu. Jest to nieduży, bezleśny obszar, z którego roztaczają się widoki na Ornak i szczyty grani Tatr Zachodnich. Miejsce to było ważne z turystycznego punktu widzenia – rozwidlały się tutaj szlaki turystyczne. Czerwony szlak prowadzący Kamienistym Żlebem na Tomanową Przełęcz został zamknięty przez TPN od 22 maja 2009. Już rok wcześniej (w czerwcu 2008) zamknięto słowacki czerwony szlak z Tomanowej Przełęczy do Doliny Cichej. Tak więc nazwa Rozdroża w Tomanowej jest już tylko historyczna.

## Szlaki turystyczne
ze schroniska na Hali Ornak w Dolinie Kościeliskiej, skręcający na północ na Rozdrożu w Tomanowej i wiodący przez Czerwony Żleb, Tomanowy Grzbiet i Wysoki Grzbiet na Chudą Przełączkę i dalej na Ciemniak.
- Czas przejścia ze schroniska do rozdroża: 1:30 h, ↓ 1:10 h
- Czas przejścia od rozdroża na Chudą Przełączkę: 1:30 h, ↓ 1 h.